# Frente Obrero (Nicaragua)
El Frente Obrero (FO) fue una central sindical nacional en Nicaragua. Fue fundado en 1974, como ala sindical del partido Movimiento de Acción Popular Marxista-Leninista (MAP-ML).
Cuando se formó el Gobierno de Reconstrucción Nacional el 19 de julio de 1979, el FO tenía uno de los 33 representantes en el Consejo de Estado. A partir de 1983 operaba principalmente en los sectores de la construcción y la caña de azúcar.
Adoptando lo que veía como una política anti-revisionista sobre los sandinistas, a partir de 1980 se produjeron huelgas lideradas por el Frente Obrero en los ingenios privados de San Antonio y Monterrosa, mientras el Frente pedía aumentos salariales del 100%, inició una serie de ocupaciones de tierras e industrias de propiedad privada, sabotearon los esfuerzos económicos dirigidos por el gobierno y defendieron el desarrollo de "otra guerra civil, esta vez contra el Frente Sandinista". Su base de apoyo, sin embargo, fue disminuyendo gradualmente a partir de ahí. Se disolvió en 1986.